# Timón (Madrid)
Timón es uno de los cinco barrios pertenecientes al distrito de Barajas (nº 21), situado al nordeste de la ciudad de Madrid (España). En 2011, la población de Timón fue 8.867. Proyectado en su inicio como lugar de residencia del personal aeroportuario, fue el primer ensanche que se realizó en Barajas al oeste de la avenida de Logroño. Actualmente, dentro de él se sitúa la nueva zona de servicios de Barajas conocida como Ensanche de Barajas, próxima al área residencial de Valdebebas.

## Dotaciones

### Colegios
- Calderón de la Barca
- Colegio Gaudem
- Margaret Thatcher
- Colegio de Jesús

### Sanitarias
En el barrio de Timón se localiza el centro de salud de Barajas, que da servicio también al barrio de Casco Histórico de Barajas; y el Hospital Enfermera Isabel Zendal, situado en Valdebebas.

### Deportivas
Dentro del barrio hay instalaciones deportivas básicas administradas por el ayuntamiento de Madrid, que disponen de canchas de futbol, baloncesto, voleibol y patinaje, localizadas en la calle Playa de Bolnuevo. Unas segundas instalaciones más reducidas disponen de canchas de futbol, baloncesto y patinaje, ubicándose en la plaza Nuestra Señora de Loreto. Entre las calles Valhondo y Mistral se sitúa un bikepark dentro del bosque urbano de Barajas. Además, también existe un recorrido que se puede realizar a pie o en bicicleta, contando con áreas de descanso.

## Características
El barrio de Timón es un barrio con notables diferencias internas. En él se encuentra el Ensanche de Barajas, notablemente diferenciado de las casas construidas en las décadas de 1960 y 1980 situadas al sur de la calle Timón. Este ensanche fue proyectado en la década de 1990 y su construcción comenzó en el año 2003, finalizando la construcción del primer edificio en 2009. Las zonas verdes en la zona antigua son escasas, pero hay distintas instalaciones deportivas básicas en la plaza Nuestra Señora del Loreto. En el ensanche estas zonas son más abundantes, existiendo jardines en varias calles peatonales. Las calles en la zona más antigua del barrio llevan nombres que comienzan con la letra "A" (calle del Autogiro, calle de Alar del Rey, calle de Algemesí), siendo en la parte del ensanche nombradas con distintas playas de España (calle de la Playa de Bolnuevo, calle de la Playa de San Juan, calle de la Playa de Aro). En la zona conocida como Valdebebas las calles llevan nombres de diferentes personalidades españolas.
El 29 de junio de 2021 se aprobó en el pleno del Ayuntamiento de Madrid la nueva delimitación del barrio. De esta forma, el barrio limita al norte con la calle José Antonio Fernández Ordóñez (los números pares) junto con una mitad de su rotonda adyacente en la intersección con la M-12 y la M-13, al sur con la M-11 y la glorieta de la Ermita de la Virgen de la Soledad, al este con la Avenida de Logroño (los números impares) y al oeste con la rotonda que da acceso a la calle Francisco Umbral, la propia calle Francisco Umbral (los números pares), una mitad de la glorieta Pascual Bravo, una mitad de la glorieta Manuel Muñoz Monasterio, un cuarto de la glorieta Isidro González, la avenida de las Fuerzas Armadas (los números pares), una mitad de la glorieta Antonio Perpiñá, la calle Juan Antonio Samaranch (los números pares), una parte de la glorieta José Benito de Churriguera, la calle José Antonio Fernández Ordóñez (los números pares), una parte de la glorieta Javier Bellosillo, y la rotonda adyacente que conecta con el puente de la Concordia. La avenida Manuel Fraga Iribarne y la calle Julio Cano Lasso están divididas con el barrio de Valdefuentes. En consecuencia, el barrio vio reducido significativamente su población y su territorio en Valdebebas ya que solo ha quedado para una zona de servicios. Ejemplo de ello son el Hospital de Emergencias Enfermera Isabel Zendal, el Campus de la Justicia de Madrid, la Ciudad Real Madrid, y la ampliación de los recintos de IFEMA utilizada para el festival de música Mad Cool.

## Transportes

### Metro de Madrid
- Línea 8: estación de Barajas

Está situada en la avenida de Logroño con la calle Playa de Riazor.

### Cercanías Renfe
- Línea C-1: estación de Valdebebas

Situada en la avenida de las Fuerzas Armadas.

### Autobuses
| Línea | Terminales                               |
| ----- | ---------------------------------------- |
| 105   | Ciudad Lineal - Barajas                  |
| 115   | Avenida de América - Barajas             |
| 151   | Canillejas - Barajas                     |
| 166   | Barajas - Hospital Ramón y Cajal         |
| 171   | Mar de Cristal - Valdebebas              |
| 174   | Plaza de Castilla - Valdebebas           |
| SE709 | Feria de Madrid - Hospital Isabel Zendal |
| BR1   | Valdebebas - Ramón y Cajal               |